# Мицнер, Лариса
Лариса Зайончковская-Мицнер, псевдонимы Барбара Гордон, Мария Тщинская (пол. Larysa Zajączkowska-Mitznerowa, 7 августа 1918, Киев — 29 декабря 1987 в Варшаве) — польская писательница, автор детективных произведений и детской прозы. Переводчик.

## Биография
Во время немецкой оккупации жила в Варшаве. После окончания второй мировой войны работала в отделе средств массовой информации при Совете Министров Польши, позже сотрудник газет «Życie Warszawy», «Robotnik» и «Przyjaźn».

## Творчество
Литературный дебют в качестве автора детективных произведений состоялся в 1956 году. Занималась переводами с русского языка
Сотрудничала с неофициальными польскими изданиями, в частности, в 1985 году подпольный журнал «Карта» предложил своим читателям подборку текстов Александра Галича в переводе на польский язык с обширным комментарием переводчицы — Ларисы Зайончковской-Мицнер (под псевдонимом Мария Тщинская).
Мастер интриги.
Сын — Пётр Мицнер, поэт, переводчик, журналист, театровед.

## Избранные детективные произведения (под псевдонимом Барбара Гордон)
- Неуловимый / Nieuchwytny,
- Свидание под часами /Spotkanie pod zegarem
- Ваза короля Приама / Waza króla Priama
- Адресат неизвестен / Adresat nieznany
- Без козырей / Bez atu
- Ошибка поручика Квасняка / Błąd porucznika Kwaśniaka (1983)
- Голубые шиншилы / Błękitne szynszyle
- Существуете ли вы, господин меценат / Czy pan istnieje, panie mecenasie?
- Ночные мотыльки / Ćmy
- Долина ночи / Dolina nocy
- Два господина в «Зодиаке» / Dwaj panowie w «Zodiaku»
- Чашка черного кофе / Filiżanka czarnej kawy
- Звезды на земле / Gwiazdy na ziemi
- Клика / Klika
- По следам Корсара / Na tropie Korsarza
- Ниобе / Niobe
- Доказательный процесс / Proces poszlakowy
- Разрушенные гнезда / Rozbite gniazda
- Улица Близкая / Ulica Bliska и др.

Произведения писательницы выходили в СССР в 1965 году в сборнике детективов и России в серии «Антологии детектива — Польский детектив» (1992).